# 丘祐子
丘 祐子（おか ゆうこ、1960年8月24日 - ）は、日本の元女優。アルファエージェンシーに所属していた。

## 来歴・人物
桐朋学園大学短期大学部芸術科卒業。1981年4月、俳優座入団。
最初は幼稚園の先生になりたかったという。

## 主な出演作品

### 映画
- 遠野物語（1982年、日本ヘラルド映画） - しの
- 将軍家光の乱心 激突（1989年、東映）

### テレビドラマ
- ポーラテレビ小説 / 発車オーライ（1981年、TBS） - ふみ
- ちょっといい姉妹（1981年 - 1982年、TBS）
- 時代劇スペシャル / 人形佐七捕物帳 死を呼ぶ猫は金の爪（1984年、フジテレビ）
- 水戸黄門 第14部 第19話「悪を懲らした喧嘩友達 -会津-」（1984年、TBS） - 千加
- 暴れん坊将軍II 第75話「そっくり新さん恋の仇討ち!」（1984年、テレビ朝日） - おさん
- 新・大江戸捜査網 第19話「夜霧の津軽三味線」（1984年、テレビ東京） - 鯉千代
- 春の波涛（1985年、NHK） - 芸者
- 土曜ワイド劇場 / 迷探偵記者羽鳥雄太郎と駆出し女刑事（1985年、テレビ朝日）
- 愛の嵐（1986年、東海テレビ）
- 月曜ドラマランド / 白バイ野郎トミー&マツ（1986年、フジテレビ）
- 必殺仕事人V・風雲竜虎編 第3話「返り討ち悲話」（1987年、朝日放送） - 小夜
- NHK連続テレビ小説 / 第50話「チョッちゃん」（1987年、NHK） - 染子